# Tatjana Kurbakova
Tatjana Sergejevna Kurbakova (ryska: Татьяна Сергеевна Курбакова), född den 7 augusti 1986 i Moskva, Ryssland, är en rysk gymnast.
Hon tog OS-guld i rytmisk gymnastik för trupper i samband med de olympiska gymnastiktävlingarna 2004 i Aten.